# أليكسي سافتشينكو
أليكسي سافتشينكو (بالروسية: Савченко, Алексей Евгеньевич)‏ هو لاعب كرة قدم روسي في مركز الوسط، ولد في 14 مايو 1975 في موسكو في روسيا. لعب مع دينامو موسكو ونادي خيمكي.

## وصلات خارجية
- أليكسي سافتشينكو على موقع الاتحاد الدولي (مؤرشف)  (الإنجليزية)
- أليكسي سافتشينكو على موقع قاعدة بيانات كرة القدم.إي يو (الإنجليزية)